# Prima Charter
Prima Charter (dawniej Fischer Air Polska) – polskie czarterowe linie lotnicze założone w 2005, które zawiesiły operacje 14 stycznia 2008.

## Historia
Przewoźnik realizował przeloty czarterowe dla największych biur podróży. We wrześniu 2006, linie zmieniły nazwę na Euro Charter. W związku z zaprzestaniem spłat rat leasingowych za samoloty, firma leasingowa Awas zdecydowała się na ich odebranie przewoźnikowi. Były to dwa samoloty typu Boeing 757-200: jeden wariantu 757-2Q8 (nr rejestracji SP-FVP) i jeden wariantu 757-23A (nr rejestracji SP-FVR).
Fischer Air Polska było operatorem lotów do stosunkowo dalekich egzotycznych kurortów (np. Meksyk, Brazylia, Dominikana), wyposażonym w dwa samoloty Boeing 757-200.
Pod koniec listopada 2006 zapowiedziano powrót Fischer Air na rynek polskich przewoźników lotniczych. Firma miała być dokapitalizowana, samoloty ponownie udostępnione, a działalność operacyjna podjęta w połowie grudnia 2006.
W dniu 12 grudnia 2006 odbyło się zgromadzenie zarządu w nowym składzie. 85% udziałów firmy posiada Dom Obrotu Wierzytelności – Cash Flow S.A., 14% biuro podróży Exim Tours oraz inni m.in. Triada i Rainbow Tours. Zarząd zdecydował o podniesieniu kapitału spółki do 40 mln oraz o zmianie nazwy na Prima Charter.
20 grudnia 2006 przyleciał ponownie SP-FVR (słabszy od SP-FVP), pierwszy samolot Prima Charter. Jest to jeden z 3 samolotów zapowiadanych przez firmę. Fischer Air Polska posiadała 2 takie samoloty. Przed zawieszeniem lotów ówczesny dyrektor również obiecywał trzeci samolot, który nigdy się nie pojawił. 
22 grudnia 2006 odbył się pierwszy po długiej przerwie lot na trasie Warszawa-port lotniczy Hurghada-Warszawa. Lot odbył się szczęśliwie, w przeciwieństwie do następnego, który miał odbyć się do kurortu Szarm el-Szejk. Samolot miał usterkę jednego z 4 wskaźników płynu hydraulicznego. Niestety do linii przywarła etykieta, mówiąca o tym, że ich samoloty bardzo często się psują i linia ma duże opóźnienia. 
Na sezon zimowy 2006 planowano loty do:
- Varadero (Kuba)
- Porlamar (Wenezuela, Wyspa Margaritta)
- Fortaleza (Brazylia)
- Las Palmas (Wyspy Kanaryjskie)
- Agadir (Maroko)
- Hurghada, Szarm el-Szejk (Egipt)
- Mombasa (Kenia)
- Bangkok (Tajlandia)

Przed ostatecznym zawieszeniem działalności 14 stycznia 2008 przewoźnik obsługiwał następujące kierunki lotów czarterowych (stan na październik 2007):):
- z Warszawy:
  - Agadir (Maroko)
  - Amsterdam (Holandia)
  - Antalya (Turcja)
  - Azory (Portugalia)
  - Bodrum (Turcja)
  - Bruksela (Belgia)
  - Budapeszt (Węgry)
  - Burgas (Bułgaria)
  - Chania (Grecja)
  - Dalaman (Turcja)
  - Dublin (Irlandia)
  - Faro (Portugalia)
  - Fortaleza (Brazylia - przez Teneryfę)
  - Fuerteventura (Wyspy Kanaryjskie, Hiszpania)
  - Girona (Hiszpania)
  - Hurghada (Egipt)
  - Heraklion (Grecja)
  - Kopenhaga (Dania)
  - Lamezia Terme (Włochy)
  - Lanzarote (Wyspy Kanaryjskie, Hiszpania)
  - Malaga (Hiszpania)
  - Monachium (Niemcy)
  - Monastyr (Tunezja)
  - Oslo (Norwegia)
  - Palma de Mallorca (wyspa Majorka, Hiszpania)
  - Paryż (Francja)
  - Porlamar (wyspa Margarita, Wenezuela - przez Azory i Varadero na Kubie)
  - Saloniki (Grecja)
  - Szarm el-Szejk (Egipt)
  - Sztokholm (Szwecja)
  - Varadero (Kuba - przez Azory)
  - Zakintos (Grecja)
- z Katowic:
  - Agadir
  - Antalya
  - Bodrum
  - Budapeszt
  - Bukareszt
  - Hurghada
  - Palma de Mallorca
  - Szarm el-Szejk
  - Malaga
  - Zakintos
- z Poznania
  - Dalaman
  - Hurghada
  - Monastyr
  - Szarm el-Szejk
- z Wrocławia: 
  - Antalya
  - Hurghada
  - Szarm el-Szejk

## Flota
| Typ            | Rejestracja | Obecnie        | Uwagi                                                             |
| -------------- | ----------- | -------------- | ----------------------------------------------------------------- |
| Boeing 757-23A | SP-FVR      | N994FD (FedEx) | Samolot przeszedł konwersję z samolotu pasażerskiego na towarowy. |

| Typ            | Rejestracja | Obecnie                       | Uwagi                                                             |
| -------------- | ----------- | ----------------------------- | ----------------------------------------------------------------- |
| Boeing 737-36N | SP-FVO      | PR-WJL (WebJet Linhas Aéreas) |                                                                   |
| Boeing 757-23A | SP-FVP      | N993FD (FedEx)                | Samolot przeszedł konwersję z samolotu pasażerskiego na towarowy. |
| Boeing 757-2Q8 | SP-FVR      | N994FD (FedEx)                | Samolot przeszedł konwersję z samolotu pasażerskiego na towarowy. |